# Island Gardens (DLR)

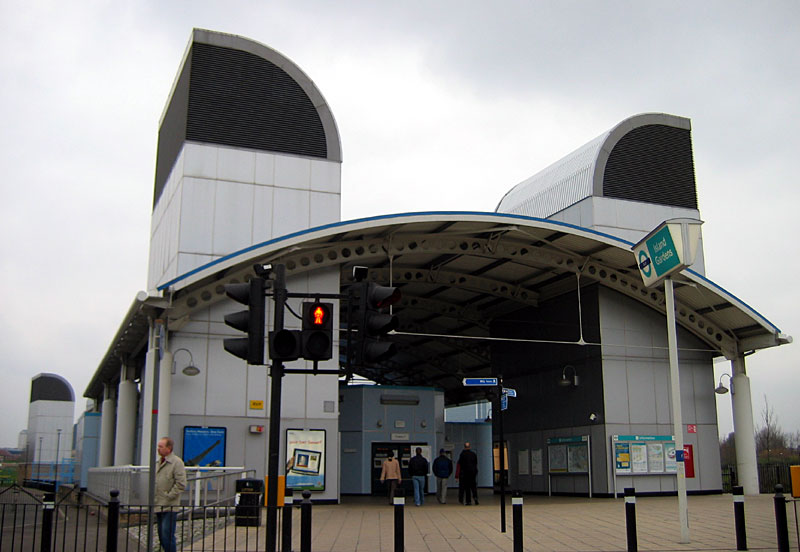
In das Eingangsgebäude sind zwei Ventilationsschächte integriert

Island Gardens ist eine Station der Docklands Light Railway (DLR) im Londoner Stadtbezirk London Borough of Tower Hamlets. Sie liegt in der Travelcard-Tarifzone 2 an der Südspitze der Isle of Dogs, an der Manchester Road im Stadtteil Cubitt Town. Sie ist eine von fünf unterirdischen Stationen der DLR.
Das Eingangsgebäude ist so gebaut, dass natürliches Tageslicht bis zum Bahnsteig hinunterdringt. Die Station ist nach den Island Gardens benannt, einem öffentlichen Park in der Nachbarschaft. Von dort aus sind die berühmten Sehenswürdigkeiten auf der anderen Seite der Themse zu sehen, darunter der Greenwich Park und das National Maritime Museum. Eine kostenlose Alternative, um hinüber nach Greenwich zu gelangen, ist der 1902 eröffnete Greenwich-Fußgängertunnel.

## Geschichte

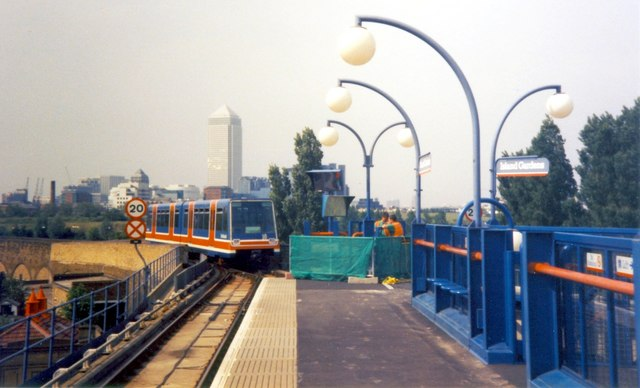
Die ursprüngliche Endstation befand sich auf einem Viadukt

Die ursprüngliche Station wurde am 31. August 1987 eröffnet und war damals die südliche Endstation des DLR-Grundnetzes. Sie war am Standort des einstigen Bahnhofs North Greenwich gebaut worden. Dieser Bahnhof (nicht zu verwechseln mit der gleichnamigen U-Bahn-Station) war vom 29. Juli 1872 bis zum 4. Mai 1926 der südliche Endpunkt der Millwall Extension Railway gewesen.
Die DLR-Station lag etwas näher zum Flussufer als heute und bestand aus zwei Bahnsteigen auf einem Viadukt. Vom 9. Februar bis 16. April 1996 war die Strecke südlich von Heron Quays wegen eines IRA-Anschlags in der Station South Quay gesperrt. Nachdem der Bau der Verlängerung unter die Themse hindurch in Richtung Lewisham begonnen hatte, musste die Station verlegt werden. Sie wurde am 8. Januar 1999 geschlossen und durch die neue unterirdische Anlage ersetzt, die am 20. November 1999 eröffnet werden konnte, zusammen mit dem Teilstück zwischen Crossharbour und Lewisham. Die ursprüngliche Station und das südliche Ende des Viadukts sind abgerissen worden.